# Acalyptris vittatus
Acalyptris vittatus là một loài bướm đêm thuộc họ Nepticulidae. Nó được miêu tả bởi Puplesis năm 1984. Nó được tìm thấy ở Turkmenistan.